# Georges Bouligand
Georges Louis Bouligand (13 de outubro de 1889 – 12 de abril de 1979) foi um matemático francês.

## Publicações selecionadas
- (1924). Leçons de géométrie vectorielle préliminaires à l'étude de la théorie d'Einstein. Libraire Vuibert, Paris.
- (1925). Précis de mécanique rationnelle à l'usage des élèves des facultés des sciences. Libraire Vuibert, Paris.
- (1932). Introduction à la Géométrie Infinitésimale Directe, Gauthier-Villars, Paris.
- (1934). La Causalité des Théories Mathématiques. Hermann, Paris.[2]
- (1935). Les Definitions Modernes de la Dimension. Hermann, Paris.[3]
- Bouligand, G.; Giraud, G.; Delens, P. (1935), Le problème de la dérivée oblique en théorie du potentiel, Actualités Scientifiques et Industrielles (em francês), No. 219 (6), Paris: Hermann, JFM 61.1263.01, Zbl 0012.16605.[4]
- (1945). Précis de mécanique rationnelle à l'usage des élèves des facultés des sciences. Vuibert.